# Phạm Văn Tích
Phạm Văn Tích (sinh 1947), người Mường, là đại biểu Quốc hội Việt Nam khóa 11, thuộc đoàn đại biểu Thanh Hoá. Phạm Văn Tích là Bí thư Tỉnh ủy Thanh Hóa từ năm 2005 đến năm 2007.